# Sportovní Klub Dynamo České Budějovice
Lo Sportovní Klub Dynamo České Budějovice, meglio conosciuto come Dynamo České Budějovice o semplicemente České Budějovice, è una società calcistica ceca con sede nella città omonima; i suoi colori sociali sono il bianco e il nero. Gioca le sue partite casalinghe allo stadio Strelecky Ostrov. Milita in 1. liga, la massima serie del campionato ceco di calcio.

## Cronistoria
- 1905: il club è fondato con il nome di SK České Budějovice
- 1949: il club è rinominato Sokol JCE České Budějovice
- 1951: il club è rinominato Slavia České Budějovice
- 1953: il club è rinominato DSO Dynamo České Budějovice
- 1958: il club è rinominato TJ Dynamo České Budějovice
- 1991: il club è rinominato SK Dynamo JCE České Budějovice
- 1992: il club è rinominato SK České Budějovice JCE
- 1999: il club è rinominato SK České Budějovice
- 2004: il club è rinominato SK Dynamo České Budějovice

## Allenatori
- Jiří Kotrba (1989-1991; 1 luglio-7 settembre 2011)
- Pavel Tobiáš (1993-29 settembre 1997; 1998-2000; 2002-27 settembre 2004; 27 agosto 2008-14 ottobre 2009)
- Zdeněk Procházka (30 settembre 1997-22 marzo 1998)
- František Cerman (23 marzo-30 giugno 1998)
- Jindřich Dejmal (2000-11 marzo 2001)
- Milan Bokša (11 marzo 2001-2002)
- František Cipro (2004-27 agosto 2007; 8 settembre 2011-3 settembre 2012; 3 marzo-1 ottobre 2015)
- Robert Žák (28 settembre 2004-2005)
- František Straka (30 agosto 2007-2008)
- Jan Kmoch (1 luglio-26 agosto 2008)
- Jaroslav Šilhavý (15 ottobre 2009-2011)
- Jiří Kotrba (1 luglio-7 settembre 2011)
- Miroslav Soukup (3 settembre 2012-19 febbraio 2013)
- Martin Vozábal (19 febbraio-10 giugno 2013)
- Pavel Hoftych (11 giugno 2013-2014)
- Luboš Urban (2014-2015)
- David Horejš (1 ottobre 2015-)

## Palmarès

### Competizioni nazionali
- Druhá Liga: 3

2001-2002, 2013-2014, 2018-2019

### Altri piazzamenti
- Coppa della Repubblica Ceca:

Semifinalista: 2002-2003, 2006-2007, 2022-2023
- Druhá Liga:

Secondo posto: 1998-1999, 2005-2006

## Organico

### Rosa 2023-2024
Aggiornata al 23 febbraio 2024.
| N. |                                 | Ruolo | Calciatore        |
| -- | ------------------------------- | ----- | ----------------- |
| 1  | Slovacchia (bandiera)           | P     | Dávid Šípoš       |
| 2  | Rep. Ceca (bandiera)            | D     | Lukáš Havel       |
| 3  | Slovacchia (bandiera)           | D     | Martin Králik     |
| 5  | Bosnia ed Erzegovina (bandiera) | C     | Alen Dejanović    |
| 9  | Rep. Ceca (bandiera)            | C     | Jiří Skalák       |
| 10 | Rep. Ceca (bandiera)            | C     | Jan Suchan        |
| 13 | Rep. Ceca (bandiera)            | A     | Zdeněk Ondrášek   |
| 14 | Rep. Ceca (bandiera)            | C     | Samuel Šigut      |
| 15 | Rep. Ceca (bandiera)            | D     | Ondřej Čoudek     |
| 16 | Rep. Ceca (bandiera)            | C     | Marcel Čermák     |
| 17 | Rep. Ceca (bandiera)            | A     | Tomáš Zajíc       |
| 18 | Slovacchia (bandiera)           | C     | Patrik Hellebrand |
| 19 | Nigeria (bandiera)              | C     | Wale Musa Alli    |
| 20 | Rep. Ceca (bandiera)            | C     | Michal Hubínek    |

| N. |                       | Ruolo | Calciatore      |
| -- | --------------------- | ----- | --------------- |
| 21 | Germania (bandiera)   | A     | Jakob Tranziska |
| 22 | Rep. Ceca (bandiera)  | D     | Martin Sladký   |
| 23 | Rep. Ceca (bandiera)  | C     | Petr Zika       |
| 25 | Slovacchia (bandiera) | C     | Matouš Nikl     |
| 27 | Austria (bandiera)    | D     | Vincent Trummer |
| 29 | Rep. Ceca (bandiera)  | P     | Colin Andrew    |
| 30 | Rep. Ceca (bandiera)  | P     | Martin Janáček  |
|    | Rep. Ceca (bandiera)  | A     | Patrik Brandner |
|    | Slovacchia (bandiera) | D     | Matej Madleňák  |
|    | Martinica (bandiera)  | D     | Florent Poulolo |
|    | Serbia (bandiera)     | D     | Uroš Lazić      |
|    | Rep. Ceca (bandiera)  | A     | Martin Prasek   |
|    | Slovacchia (bandiera) | C     | Viktor Sliacky  |
|    | Rep. Ceca (bandiera)  | C     | Tomas Hak       |

### Rosa 2021-2022
Aggiornata all'8 luglio 2021.
| N. |                                 | Ruolo | Calciatore        |
| -- | ------------------------------- | ----- | ----------------- |
| 1  | Slovacchia (bandiera)           | P     | Dávid Šípoš       |
| 2  | Rep. Ceca (bandiera)            | D     | Lukáš Havel       |
| 3  | Slovacchia (bandiera)           | D     | Martin Králik     |
| 4  | Ucraina (bandiera)              | D     | Maksym Talovjerov |
| 5  | Rep. Ceca (bandiera)            | D     | Pavel Novák       |
| 10 | Rep. Ceca (bandiera)            | A     | Michal Škoda      |
| 11 | Rep. Ceca (bandiera)            | C     | Patrik Čavoš      |
| 12 | Bosnia ed Erzegovina (bandiera) | D     | Benjamin Čolić    |
| 14 | Nigeria (bandiera)              | A     | Fortune Bassey    |
| 15 | Rep. Ceca (bandiera)            | D     | Dominik Mašek     |
| 16 | Rep. Ceca (bandiera)            | C     | Jonáš Vais        |

| N. |                       | Ruolo | Calciatore        |
| -- | --------------------- | ----- | ----------------- |
| 17 | Rep. Ceca (bandiera)  | A     | Ondřej Mihálik    |
| 18 | Slovacchia (bandiera) | C     | Patrik Hellebrand |
| 19 | Rep. Ceca (bandiera)  | C     | Patrik Brandner   |
| 20 | Rep. Ceca (bandiera)  | C     | Petr Javorek      |
| 21 | Rep. Ceca (bandiera)  | C     | Matěj Valenta     |
| 22 | Rep. Ceca (bandiera)  | D     | Martin Sladký     |
| 23 | Rep. Ceca (bandiera)  | C     | Jakub Hora        |
| 25 | Slovacchia (bandiera) | D     | Lukáš Skovajsa    |
| 27 | Croazia (bandiera)    | C     | Matej Mršić       |
| 30 | Rep. Ceca (bandiera)  | P     | Vojtech Vorel     |
| 33 | Rep. Ceca (bandiera)  | P     | Daniel Kerl       |

### Rosa 2012-2013
| N. |                       | Ruolo | Calciatore              |
| -- | --------------------- | ----- | ----------------------- |
| 1  | Rep. Ceca (bandiera)  | P     | Pavel Kučera            |
| 2  | Slovacchia (bandiera) | C     | Rastislav Bakala        |
| 3  | Rep. Ceca (bandiera)  | D     | David Horejš (capitano) |
| 4  | Slovacchia (bandiera) | D     | Miloš Brezinský         |
| 5  | Rep. Ceca (bandiera)  | D     | Pavel Novák             |
| 6  | Rep. Ceca (bandiera)  | D     | Roman Lengyel           |
| 9  | Rep. Ceca (bandiera)  | C     | Rudolf Otepka           |
| 10 | Rep. Ceca (bandiera)  | C     | Michal Klesa            |
| 11 | Russia (bandiera)     | C     | Grigorij Čirkin         |
| 13 | Rep. Ceca (bandiera)  | A     | Zdeněk Ondrášek         |
| 14 | Rep. Ceca (bandiera)  | A     | Tomáš Stráský           |
| 15 | Croazia (bandiera)    | C     | Božidar Jelovac         |

| N. |                      | Ruolo | Calciatore        |
| -- | -------------------- | ----- | ----------------- |
| 16 | Rep. Ceca (bandiera) | A     | Luboš Pecka       |
| 17 | Rep. Ceca (bandiera) | D     | Jan Riegel        |
| 18 | Brasile (bandiera)   | C     | Hudson            |
| 19 | Rep. Ceca (bandiera) | C     | Filip Rýdel       |
| 20 | Rep. Ceca (bandiera) | C     | Petr Javorek      |
| 21 | Rep. Ceca (bandiera) | A     | František Němec   |
| 22 | Serbia (bandiera)    | D     | Borislav Simić    |
| 23 | Rep. Ceca (bandiera) | C     | Jaroslav Machovec |
| 23 | Rep. Ceca (bandiera) | C     | Michal Petráň     |
| 25 | Brasile (bandiera)   | C     | Sandro            |
| 30 | Rep. Ceca (bandiera) | P     | Zdeněk Křížek     |

### Rosa 2009-2010
| N. |                       | Ruolo | Calciatore      |
| -- | --------------------- | ----- | --------------- |
| 1  | Rep. Ceca (bandiera)  | P     | Pavel Kučera    |
| 2  | Rep. Ceca (bandiera)  | D     | Tomáš Hunal     |
| 3  | Rep. Ceca (bandiera)  | D     | David Horejš    |
| 4  | Rep. Ceca (bandiera)  | D     | Jan Krob        |
| 7  | Rep. Ceca (bandiera)  | C     | Petr Benát      |
| 9  | Rep. Ceca (bandiera)  | C     | Petr Dolejš     |
| 10 | Rep. Ceca (bandiera)  | C     | Pavel Mezlík    |
| 11 | Rep. Ceca (bandiera)  | D     | Michal Doležal  |
| 12 | Rep. Ceca (bandiera)  | A     | Michal Žižka    |
| 13 | Rep. Ceca (bandiera)  | A     | Zdeněk Ondrášek |
| 14 | Rep. Ceca (bandiera)  | A     | Tomáš Stráský   |
| 15 | Rep. Ceca (bandiera)  | C     | Jan Riegel      |
| 16 | Slovacchia (bandiera) | A     | Marián Jarabica |

| N. |                       | Ruolo | Calciatore       |
| -- | --------------------- | ----- | ---------------- |
| 17 | Slovacchia (bandiera) | A     | Ľubomír Meszároš |
| 18 | Brasile (bandiera)    | C     | Hudson           |
| 19 | Rep. Ceca (bandiera)  | D     | Martin Leština   |
| 20 | Croazia (bandiera)    | D     | Ronald Šiklić    |
| 21 | Slovacchia (bandiera) | C     | Peter Černák     |
| 22 | Brasile (bandiera)    | D     | Éverson          |
| 25 | Rep. Ceca (bandiera)  | C     | Petr Šíma        |
| 28 | Rep. Ceca (bandiera)  | A     | Tomáš Sedláček   |
| 30 | Rep. Ceca (bandiera)  | P     | Zdeněk Křížek    |
|    | Rep. Ceca (bandiera)  | D     | David Homoláč    |
|    | Rep. Ceca (bandiera)  | D     | Josef Laštovka   |
|    | Rep. Ceca (bandiera)  | A     | Marian Timm      |
|    | Rep. Ceca (bandiera)  | D     | Michal Rakovan   |